# ليزلي غريفيثز
ليزلي غريفيثز (بالإنجليزية: Leslie Griffiths) هو كاهن بريطاني، ولد في 15 فبراير 1942 في Burry Port ‏ في المملكة المتحدة.